# Bramka VoIP

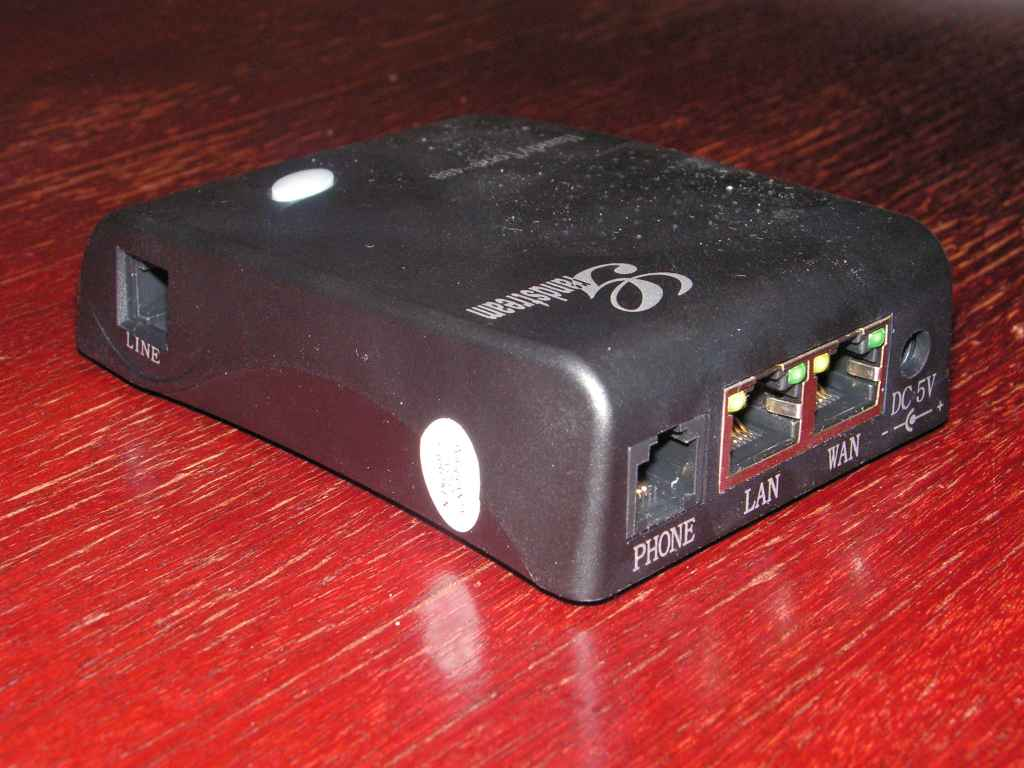
Bramka VoIP Grandstream HT488

Przykład podłączenia dwóch telefonów analogowych do bramki VoIP przez router

Przykład podłączenia telefonu analogowego przez router z wbudowaną bramką VoIP

Przykład podłączenia telefonu analogowego do bramki VoIP przez router z możliwością wykonywania i odbieranie rozmów przez publiczną sieć telefoniczną

Bramka VoIP – rodzaj urządzenia telekomunikacyjnego, którego głównym zadaniem jest umożliwienie wykonywania połączeń telefonicznych tradycyjnym aparatem telefonicznym POTS za pośrednictwem VoIP.
Bramka VoIP posiada co najmniej 2 złącza:
- port FXS, czyli standardowy port z gniazdem RJ-11, do którego podłącza się analogowy (tradycyjny) aparat telefoniczny.
- port WAN do podłączenia Internetu. Najczęściej jest to gniazdo RJ-45 w standardzie Ethernet z dostępem do Internetu.

Bramka VoIP zamienia więc analogowy sygnał mowy oraz sygnały wybierania numeru telefonicznego na sygnały VoIP. Dzięki temu można korzystać z telefonii VoIP nie posiadając nawet komputera. Bramki mogą korzystać z różnych wersji protokołów VoIP jednak najczęściej jest to SIP oraz różnych kodeków.
Czasami bramki VoIP posiadają inne złącza:
- więcej portów FXS umożliwiających podłączenie kilku aparatów telefonicznych i prowadzenie kilku rozmów jednocześnie.
- porty ISDN umożliwiające podłączenie aparatów ISDN oprócz aparatów analogowych lub zamiast nich.
- port FXO dzięki któremu można bramkę podłączyć do linii miejskiej lub centrali PBX.
- port LAN do którego podłączamy komputer. Dzięki temu abonent posiadający tylko jeden wolny port do podłączenia komputera z Internetem może podłączyć komputer do portu LAN a bramka przekazuje dane pomiędzy komputerem a Internetem portami LAN i WAN.
- port DSL
- port USB
- wbudowana sieć bezprzewodowa

Bramki VoIP poza usługą dzwonienia oferują czasami inne usługi dodatkowe:
- wbudowany serwer HTTP umożliwiający konfigurację urządzenia
- wbudowany serwer lub klient DHCP
- wbudowany router
- wbudowany NAT
- wbudowany DNS
- praca jako most
- prezentacja numeru rozmówcy
- funkcja call transfer
- funkcja call forward
- obsługa faksów
- zarządzanie pasmem QoS, kształtowanie ruchu
- możliwość wykonywania połączeń przez linię FXO, a nie przez VoIP
- odbieranie połączeń przychodzących linią FXO
- możliwość zdefiniowania kilku dostawców usługi VoIP
- monitorowanie przeprowadzonych połączeń lub przesyłanych danych
- wbudowana zapora sieciowa

Dzięki bramkom VoIP można korzystać ze znacznie tańszej telefonii VoIP za pośrednictwem tradycyjnego telefonu nie posiadając nawet komputera.

## Firmy produkujące bramki VoIP
- 2Wire
- 3Com
- Apple Computer (termed 'AirPort Base Stations’)
- ACN
- Asus
- AVM
- Belkin
- Buffalo Technology
- Billion
- D-Link Systems
- Draytek
- Enterasys Networks
- Funkwerk Enterprise Communications GmbH
- Grandstream
- Hawking Technologies
- Hokiwa Technologies
- Jungo
- Lightning MultiCom
- Linksys
- Mikrotik
- Motorola
- Multi-Tech Systems
- NetComm
- NETGEAR
- PacketFront
- Planex Communications Inc
- Pivotal Networking
- Siemens
- Sitecom
- SMC Networks
- Tellabs
- TP-Link
- U.S. Robotics
- Yealink
- Zoom Telephonics
- TRENDnet
- ZyXEL